# Taoyuan, Shenzhen
Taoyuan (kinesiska: 桃源) är ett stadsdelsdistrikt i staden Shenzhen i provinsen Guangdong i sydöstra Kina. Det ligger i stadsdistriktet Nanshan. Antalet invånare vid folkräkningen 2020 var 247 503.